# Magnolia boliviana
Espèce
Classification APG III (2009)
Statut de conservation UICN

 EN B2ab(iii) : En danger
Magnolia boliviana  est une espèce de plantes à fleurs de la famille des Magnoliacées endémique des forêts amazoniennes du contrefort oriental des Andes, depuis le Pérou jusqu'au centre de la Bolivie. Cet arbre se trouve entre 200 et 500 mètres d'altitude.
Magnolia boliviana est menacé par la perturbation écologique et par la déforestation (pour la vente du bois ou pour l'obtention de terres arables).

## Description
C'est un arbre qui peut mesurer jusqu'à 30 m de haut pour un tronc de 50 à 75 cm de diamètre.

## Répartition et habitat
Cet arbre est endémique des forêts amazoniennes du contrefort oriental des Andes, depuis le Pérou jusqu'au centre de la Bolivie.